# بيت الجلة (مناخة)

تعديل مصدري - تعديل

بيت الجلة هي إحدى قرى عزلة بني خطاب بمديرية مناخة التابعة لمحافظة صنعاء، بلغ تعداد سكانها 109 نسمة حسب تعداد اليمن لعام 2004.